# Letov Š-8
Bei dem Flugzeug Letov Š-8 handelt es sich um einen einmotorigen einsitzigen Schulterdecker, der als Rennflugzeug entwickelt wurde. Der Erstflug der Maschine fand im Jahr 1923 statt. Die Konstruktion führte Alois Šmolík aus.

## Entwicklung
Die Maschine zeichnete eine gute aerodynamische Auslegung aus. Ein neu ausgeführter Ringkühler mit dem für dieses Modell charakteristischen runden Motorverkleidung um den Motor zeigte noch nicht die erwartete Wirksamkeit und wurde zunächst durch zwei zusätzliche Kühler an den Fahrwerksstreben ergänzt. Bald fand sich jedoch eine Möglichkeit, den Ringkühler neu auszulegen und die Zusatzkühler verschwanden wieder. Das Muster zeigte für seine Zeit eine sehr gute Leistung. Es wurde deshalb bei mehreren Luftrennen in den Jahren 1923 bis 1926 eingesetzt, blieb aber hierbei letztlich erfolglos.
Der Tragflügel wurden durch lange I-Stiele abgestützt, die am Fahrwerk begannen und etwa bei 2/3 der Tragflächenlänge endeten.

## Technische Daten
| Kenngröße             | Daten                                                                  |
| --------------------- | ---------------------------------------------------------------------- |
| Besatzung             | 1                                                                      |
| Länge                 | 8,30 m                                                                 |
| Spannweite            | 11,40 m                                                                |
| Höhe                  | 2,62 m                                                                 |
| Flügelfläche          | 16,50 m²                                                               |
| Flügelstreckung       | 7,9                                                                    |
| Flächenbelastung      | 74,8 kg/m²                                                             |
| Leermasse             | 1030 kg                                                                |
| max. Startmasse       | 1230 kg                                                                |
| Antrieb               | 1 × 12-Zylinder-W-Motor Napier Lion mit 450 PS (331 kW) bei 2050 min−1 |
| Höchstgeschwindigkeit | 360 km/h                                                               |
| Reisegeschwindigkeit  | 330 km/h                                                               |
| Dienstgipfelhöhe      | 7000 m                                                                 |
| Reichweite            | 400 km                                                                 |